# Autovia del Nord-est
L'Autovia del Nord-est (A-2) és una de les sis autovies radials d'Espanya i l'única autovia radial de Catalunya. Comunica Madrid amb Barcelona passant per Guadalajara, Saragossa i Lleida, entre moltes altres localitats. Aquesta via canalitza, servint-se del tram La Jonquera - Barcelona de l'Autovia del Mediterrani, en gran manera el trànsit procedent dels punts d'Europa que se situen a l'est dels Pirineus i que es dirigeix principalment al centre de la península Ibèrica incloent-hi Portugal.

## Característiques

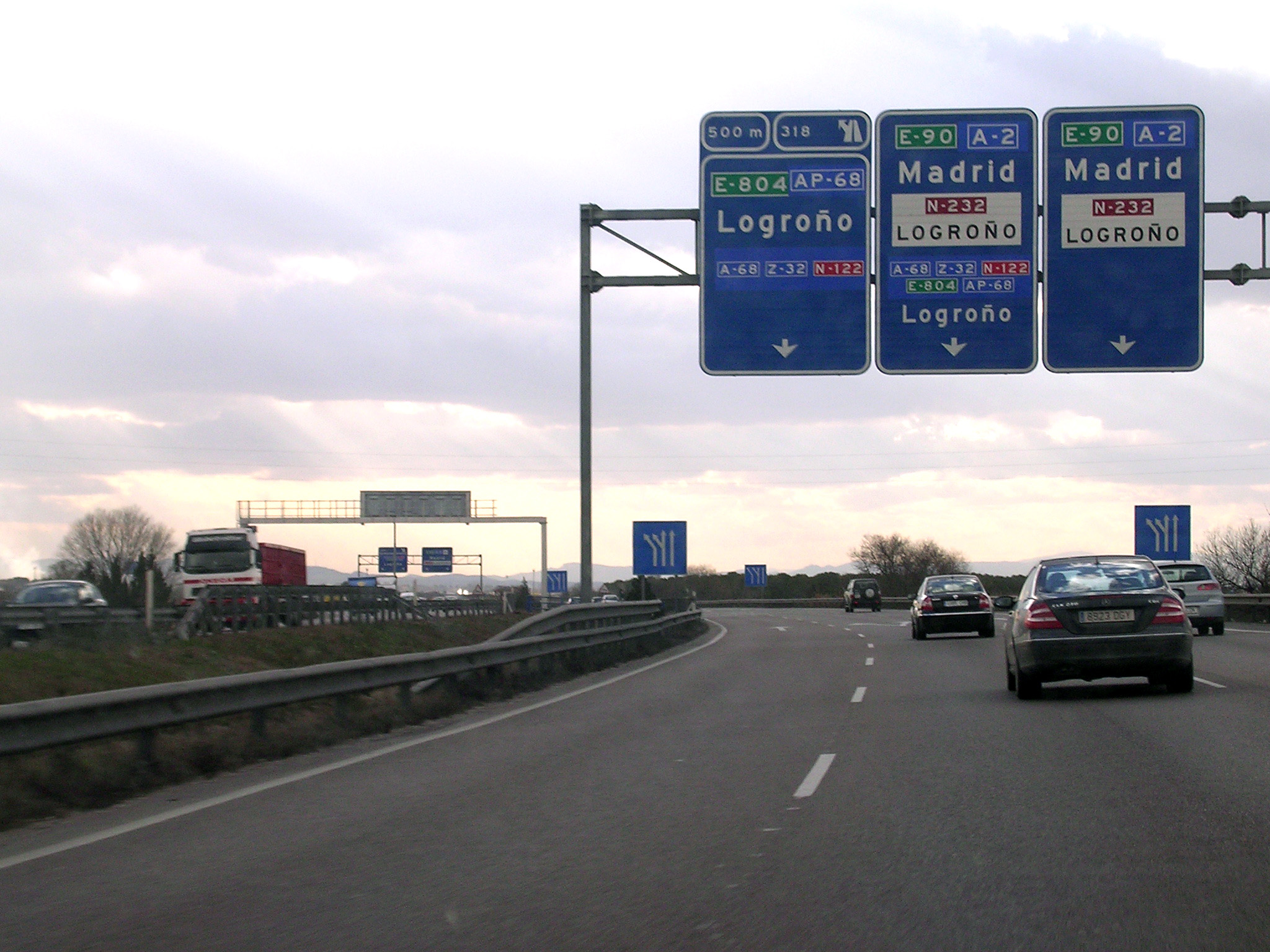
Autovia del Nord-est al seu pas per
Saragossa

L'estructura d'aquesta via es compon de dues vies que es complementen, a vegades inclús cobrint el mateix trajecte paral·lelament. En primer lloc, l'Autovia del Nord-est (A-2), lliure de peatge, amb tres itineraris: Madrid - Saragossa, Fraga (Osca) - Barcelona i Maçanet de la Selva - Vilademuls. En segon lloc, l'Autopista del Nord-est (AP-2), de peatge, amb un únic itinerari: Saragossa - El Vendrell (Tarragona).
El primer tram d'aquesta via va de Madrid a Saragossa i va ésser també el primer d'obrir-se, en la seva major part el 1990 i completament el 1991. En el seu inici passa paral·lelament al riu Henares pel seu corredor i també a la línia d'AVE Madrid - Saragossa i a la R-2 amb la qual conflueix prop de Guadalajara. Més tard, una vegada sobrepassada Castella - la Manxa, agafa com a referència el riu Jalón del qual es desvia posteriorment per a dirigir-se a la capital aragonesa. Aquest primer itinerari de l'A-2 acaba a Saragossa i l'autovia no torna a "aparèixer" fins a gairebé el límit d'Aragó amb Catalunya.
A partir de Fraga i fins a l'entrada a Barcelona, l'antiga carretera nacional radial N-II s'ha anat desdoblant per a continuar l'A-2 i ha seguit un traçat diferent del de l'AP-2. L'A-2 de nou comença a la variant de Fraga, que es va finalitzar l'any 2003, mentre que el tram fins a Lleida i la seva corresponent variant es van acabar abans, el 1996. Des de Lleida fins a Tàrrega es va obrir el 1992, i de Tàrrega a Cervera el 1993.
El tram de Cervera a Santa Maria del Camí (Barcelona) va causar molta polèmica a causa de l'"Opció Nord", projectada pel llavors Ministre d'Obres Públiques Josep Borrell el 1992. L'any 1999 l'Audiència Nacional va paralitzar les obres i no es van poder continuar fins al 2001 i per un altre lloc. Finalment, es va tallar la cinta d'aquest tram el 29 de juliol del 2004, gairebé dotze anys després del seu projecte.
El tram que va des de Santa Maria del Camí fins a Igualada es va inaugurar el 2001, mentre que el tram que va des d'Igualada fins a Martorell ja estava en funcionament des del 1990, inclosos els dos túnels del Bruc. L'any 1998 es va posar en servei l'eix del Llobregat, l'últim tram de l'A-2 abans d'arribar a la Ciutat comtal. Des de Fornells de la Selva fins a Tordera està parcialment finalitzat (Fornells de la Selva - Maçanet de la Selva, 18 km) restant pendent el trajecte entre Maçanet de la Selva i Tordera on enllaçarà amb la C-32. En aquest tram s'inclouen 34 km. També s'han construït enllaços directes amb l'AP-7 a Fornells de la Selva i a Vilademuls creant un tram de 21 km compartit entre les dues vies així com una perllongació de 4 km de l'autovia més enllà de l'enllaç de Vilademuls en sentit Figueres.
Arran de la crisi econòmica de finals de la primera dècada dels 2000, Foment va fer marxa enrere en diversos trams de desdoblament de la carretera.

## Trams
| Autovia (lliure) | Autovia (lliure)                            | Autovia (lliure) | Denominació | Tram | Longitud |
| A-2              | Madrid-Guadalajara (R-2)                    | 57               |             |      |          |
| A-2              | Guadalajara - Medinaceli (A-15)             | 97               |             |      |          |
| A-2              | Medinaceli - Calataiud                      | 75               |             |      |          |
| A-2              | Calataiud - Saragossa (AP-68) (A-23) (Z-40) | 86               |             |      |          |
| A-2              | Fraga - Lleida                              | 32               |             |      |          |
| A-2              | Lleida - Igualada                           | 96               |             |      |          |
| A-2              | Igualada - Martorell (AP-7)                 | 31               |             |      |          |
| A-2              | Martorell - Barcelona (B-10) (B-23)         | 25               |             |      |          |
| A-2              | Maçanet de la Selva - Fornells de la Selva  | 18               |             |      |          |
| A-2 / AP-7       | Fornells de la Selva - Vilademuls           | 21               |             |      |          |
| A-2              | Vilademuls - Bàscara                        | 4                |             |      |          |

## Sortides de l'A-2
| Número de sortida | Nom de Sortida                                                | Carretera que hi enllaça |
| ----------------- | ------------------------------------------------------------- | ------------------------ |
| 0                 | Av. América                                                   |                          |
| 4A                | M-30 Av. Ramón y Cajal A-1 A-6                                | M-30                     |
| 4B                | M-30 C. Alcalà A-3 A-4 A-42 A-5                               | M-30                     |
| 4C                | C. Corazón de María                                           |                          |
| 5                 | C. Arturo Soria                                               |                          |
| 7/8               | Av. 25 Septiembre Fira de Madrid Av. Logroño Av. de los Andes |                          |
| 10                | M-40 Aeroport de Madrid                                       | M-14                     |
| 15                | San Fernando Coslada M-22                                     |                          |
| 16A               | Centro comercial Parque acuático                              |                          |
| 16B               | Parque comercial                                              |                          |
| 17A               | Ajalvir M-115 M-50 R-2 M-45                                   |                          |
| 18                | Torrejón de Ardoz centre Ajalvir M-108                        |                          |
| 22                | Torrejón de Ardoz est Base aèria                              |                          |
| 23                | Alcalà de Henares Loeches                                     | M-300                    |
| 26                | Alcalà nord La Garena                                         |                          |
| 25                | M-100 Ajalvir / Alcalá de H.                                  |                          |
| 26                | M-119 Torrejón del Rey                                        |                          |
| 29                | M-121 Meco                                                    |                          |
| 31                | Alcalá Nord                                                   |                          |
| 38                | M-116 Meco / M-226 Pou de Guadalajara                         |                          |
| 43                | Azuqueca de Henares Sud                                       |                          |
| 45                | Azuqueca Nord / Chiloeches                                    |                          |
| 48                | N-320ª Alovera / Quer                                         |                          |
| 51                | N-320 Torrejón del Rey / Torrelaguna                          |                          |
| 53                | Guadalajara Sud                                               |                          |
| 55                | N-320 Conca                                                   |                          |
| 59                | Guadalajara Nord / Iriépal                                    |                          |
| 60                | Taracena                                                      |                          |
| 62                | R-2 Madrid                                                    |                          |
| 64                | Valdenoches                                                   |                          |
| 65                | Valdenoches Nord                                              |                          |
| 71                | Torija Sud                                                    |                          |
| 73                | CM-2011 Brihuega / Cifuentes                                  |                          |
| 78                | Trijueque                                                     |                          |
| 83                | CM-2008 Brihuega / CM-1000 Miralrío                           |                          |
| 92                | Grajanejos                                                    |                          |
| 96                | Ledanca                                                       |                          |
| 102               | N-204 Almadrones / Cifuentes                                  |                          |
| 104               | CM-1101 Sigüenza                                              |                          |
| 107               | Mirabueno                                                     |                          |
| 110               | N-IIª Algora Sud                                              |                          |
| 112               | Algora Centre                                                 |                          |
| 113               | N-IIª Algora Nord                                             |                          |
| 117               | Torremocha del Campo                                          |                          |
| 118               | Tortonda                                                      |                          |
| 126               | GU-171 Sauca                                                  |                          |
| 129               | N-IIª Estriégana                                              |                          |
| 132               | Alcolea del Pinar                                             |                          |
| 134               | CM-110 Sigüenza / N-211 Monreal del Campo                     |                          |
| 141               | Esteras de Medinaceli Nord / Benamira                         |                          |
| 144               | Esteras de M. Sud                                             |                          |
| 145               | N-IIª Fuencaliente / Medinaceli Sud                           |                          |

| Número de sortida | Nom de sortida                                                   | Quilòmetre |
| ----------------- | ---------------------------------------------------------------- | ---------- |
| 150/151           | N-111 Sòria / Almazán / Medinaceli Centre                        |            |
| 154               | N-IIª Somaén                                                     |            |
| 167               | Arcos de Jalón                                                   |            |
| 173               | Montuengar de Soria                                              |            |
| 177               | Sta. María de Huerta Sud                                         |            |
| 178               | Torrehermosa / Sta. María de Hu. Nord                            |            |
| 186               | A-116 Monreal de Ariza                                           |            |
| 191/192           | Ariza                                                            |            |
| 200               | A-2501 Cetina                                                    |            |
| 202/204           | Contamina / Alhama d'Aragó                                       |            |
| 211               | Bubierca                                                         |            |
| 218               | Ateca                                                            |            |
| 227               | Terrer                                                           |            |
| 231               | A-202 Nuévalos / Calataiud Sud                                   |            |
| 233               | N-234 Darcoca / Terol                                            |            |
| 237               | N-234 Sòria / Burgos / Calataiud Nord                            |            |
| 242               | A-1504 Carinyena                                                 |            |
| 244/253           | Aluenda                                                          |            |
| 255               | A-1505 Sta. Cruz de Grío                                         |            |
| 260               | N-IIª La Almunia de Doña Godina                                  |            |
| 261               | A-2302 Morata de Jalón                                           |            |
| 269               | La Almunia de Doña Godina Sud                                    |            |
| 271               | A-121 Magalló                                                    |            |
| 273               | A-122 Épila                                                      |            |
| 277               | A-1304 Calatorao                                                 |            |
| 288               | A-1305 Épila / A-1101 Muel                                       |            |
| 295               | La Muela Sud                                                     |            |
| 298               | La Muela Nord                                                    |            |
| 308               | Fira de Mostres / N-125 Aeroport de Saragossa                    |            |
| 310               | Z-40 El Burgo de Ebro / N-II Saragossa Centre                    |            |
| 317B              | N-232 Saragossa Centre / Alagó                                   |            |
| 317               | AP-68 Bilbao / Logronyo                                          |            |
| 321               | Saragossa                                                        |            |
| 322               | A-23 Osca / Jaca                                                 |            |
| 323               | Z-30 Saragossa                                                   |            |
| 324               | N-IIª Santa Isabel                                               |            |
| 434               | N-IIª Fraga Sud                                                  |            |
| 436               | N-211 Casp / A-131 Sarinyena                                     |            |
| 433               | A-242 Maials                                                     |            |
| 441               | N-IIª Fraga Nord                                                 |            |
| 446               | AP-2 Barcelona                                                   |            |
| 447               | N-IIª Lleida                                                     |            |
| 451               | L-800 Vallmanya / Alcarràs                                       |            |
| 458               | N-240 Osca / Barbastre / Lleida (Centre)                         |            |
| 461               | N-230 Lleida (Balàfia) / Vielha                                  |            |
| 463               | LP-9221 Torre-serona                                             |            |
| 465               | C-12 Corbins / Balaguer                                          |            |
| 467               | C-13 Balaguer / La Seu d'Urgell / N-240 Tarragona                |            |
| 470               | Els Alamús                                                       |            |
| 474               | LL-11 Lleida                                                     |            |
| 477               | Bell-lloc d'Urgell                                               |            |
| 480               | Sidamon                                                          |            |
| 484               | Fondarella                                                       |            |
| 487               | L-334 Vila-Sana                                                  |            |
| 489               | Golmés                                                           |            |
| 493               | Castellnou de Seana                                              |            |
| 495               | Ivars d'Urgell                                                   |            |
| 496               | Bellpuig / Barbens                                               |            |
| 498/500           | N-IIª Lleida                                                     |            |
| 503               | N-IIª Tàrrega Sud                                                |            |
| 504               | C-53 Balaguer / Bellcaire d'Urgell                               |            |
| 507/508           | C-14 Agramunt / Tàrrega Centre / L-310 Guissona                  |            |
| 510               | Tàrrega Est                                                      |            |
| 512               | Fonolleres                                                       |            |
| 514               | Cervera Oest                                                     |            |
| 517               | L-303 Agramunt / Cervera Centre                                  |            |
| 518/520           | C-25 Girona / N-141 Manresa                                      |            |
| 523               | Vergós                                                           |            |
| 526               | St. Pere dels Arquells                                           |            |
| 531/532           | La Panadella / B-100 Montmaneu                                   |            |
| 537               | Argençola                                                        |            |
| 546               | N-IIª Jorba / C-1412 Ponts                                       |            |
| 549               | N-IIª                                                            |            |
| 551               | L'Espelt / Igualada Oest                                         |            |
| 554               | BV-1031 Els Prats de Rei                                         |            |
| 555               | C-37 Manresa / Igualada Centre                                   |            |
| 557               | Òdena / Aeròdrom                                                 |            |
| 559               | Igualada Est                                                     |            |
| 562               | Castellolí                                                       |            |
| 564               | Coll del Bruc                                                    |            |
| 570/572           | El Bruc                                                          |            |
| 575               | B-112 Collbató                                                   |            |
| 576               | Esparreguera (Nord)                                              |            |
| 580               | Esparreguera / Els Hostalets de Pierola                          |            |
| 581               | Esparreguera (Sud) / Olesa de Montserrat                         |            |
| 582AB             | Abrera / C-55 Manresa                                            |            |
| 582B              | Abrera / B-40 / Esparreguera (Sud)                               |            |
| 582A              | C-55 Olesa de Montserrat / Montserrat / Manresa / Túnel del Cadí |            |
| 584               | AP-7 Tarragona / Girona / Barcelona                              |            |
| 586               | Martorell                                                        |            |
| 591/593           | Sant Andreu de la Barca                                          |            |
| 598               | Pallejà                                                          |            |
| 599               | B-24 Vallirana / N-340 Tarragona                                 |            |
| 602               | Sant Vicenç dels Horts                                           |            |
| 605               | B-23 Barcelona Centre / B-10 Ronda Litoral / Aeroport            |            |

## Curiositats
En un dels túnels de l'Autovia, a l'altura de Vergós de Cervera, dins del terme municipal de Cervera, s'han realitzat diversos concerts, gràcies a la seva acústica especial, similar a la d'una catedral.